# Cortegada
Cortegada ist eine spanische Gemeinde (Concello) mit 1.024 Einwohnern (Stand: 2024) in der Provinz Ourense der Autonomen Gemeinschaft Galicien.

## Geografie
Cortegada liegt im Westen der Provinz Ourense und ca. 40 Kilometer westsüdwestlich der Provinzhauptstadt Ourense in einer durchschnittlichen Höhe von ca. 115 m. Der Río Miño begrenzt die Gemeinde im Westen. 

## Bevölkerungsentwicklung der Gemeinde
Quelle: INE-Archiv – grafische Aufarbeitung für Wikipedia

## Gemeindegliederung
Die Gemeinde Cortegada ist in sieben Parroquias gegliedert:
| Parroquias | Patrozinium | Einwohner 2024 | Fläche km² | Dichte Einw./km² | Höhe msnm | Ortskennzahl |
| ---------- | ----------- | -------------- | ---------- | ---------------- | --------- | ------------ |
| Cortegada  | Santa María | 454            | 1,42       | 320              | 134       | 32027020000  |
| Louredo    | San Xoán    | 74             | 2,02       | 37               | 326       | 32027030000  |
| Meréns     | San Cibrán  | 42             | 2,74       | 15               | 160       | 32027040000  |
| Rabiño     | San Bieito  | 119            | 3,98       | 30               | 150       | 32027050000  |
| Refoxos    | San Breixo  | 95             | 6,56       | 14               | 287       | 32027060000  |
| Valongo    | San Martiño | 229            | 7,58       | 30               | 132       | 32027010000  |
| Zaparín    | San Martiño | 19             | 2,59       | 7                | 394       | 32027070000  |

## Wirtschaft
| Ackerbau, Viehzucht und Fischerei                                                  | 017 | 05,70  |
| Industrie                                                                          | 042 | 014,09 |
| Bauwirtschaft                                                                      | 039 | 013,09 |
| Dienstleistungsbetriebe                                                            | 200 | 067,11 |
| Total                                                                              | 298 | 100,00 |
| * Daten aus dem Statistischen Amt für Wirtschaftliche Entwicklung in Galicien, IGE |     |        |

## Sehenswürdigkeiten
- Marienkirche in Cortegada
- Benediktskirche in Rabiño
- Kirche San Breixo in Refoxos
- Martinskirche in Valongo

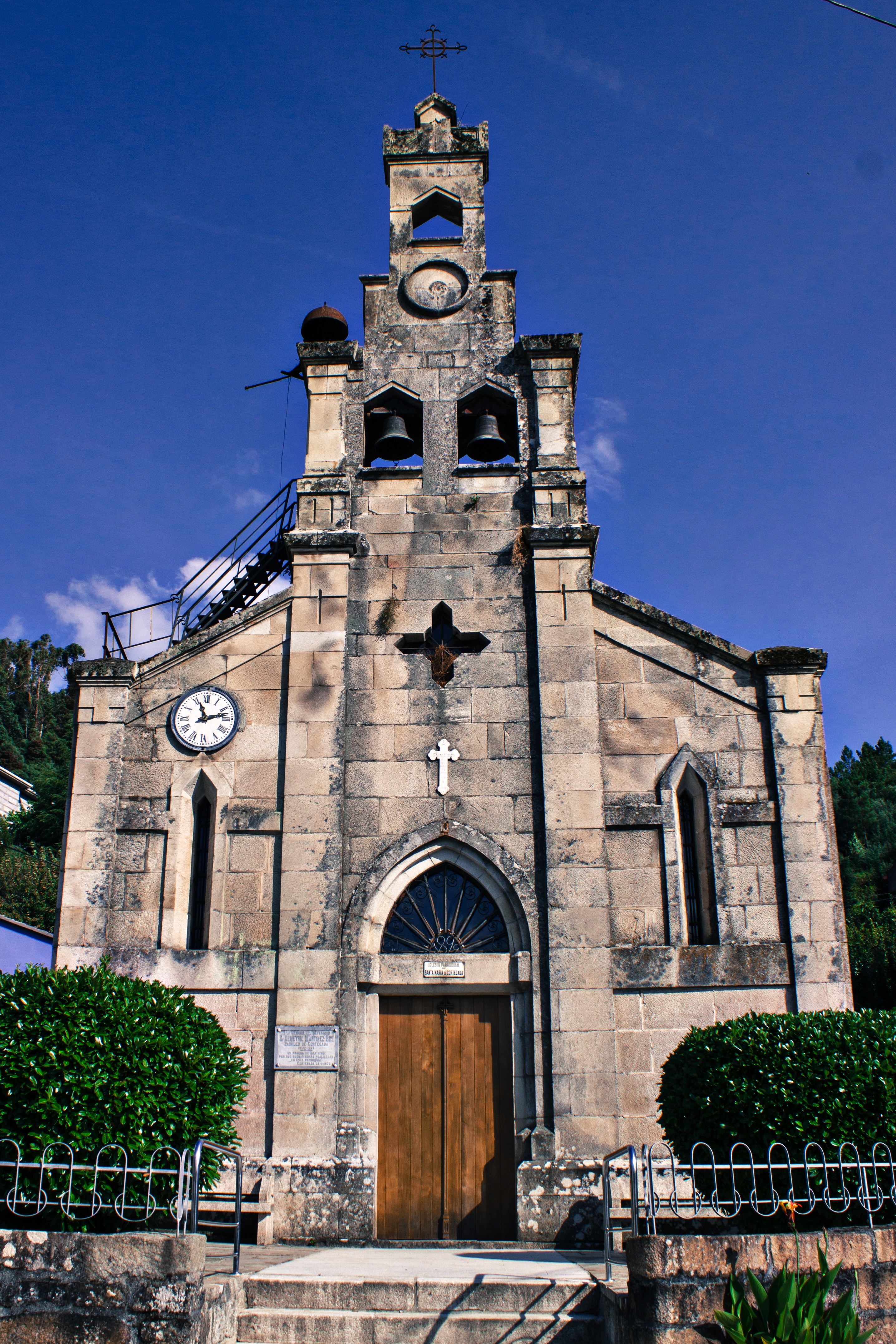
Marienkirche von Cortegada
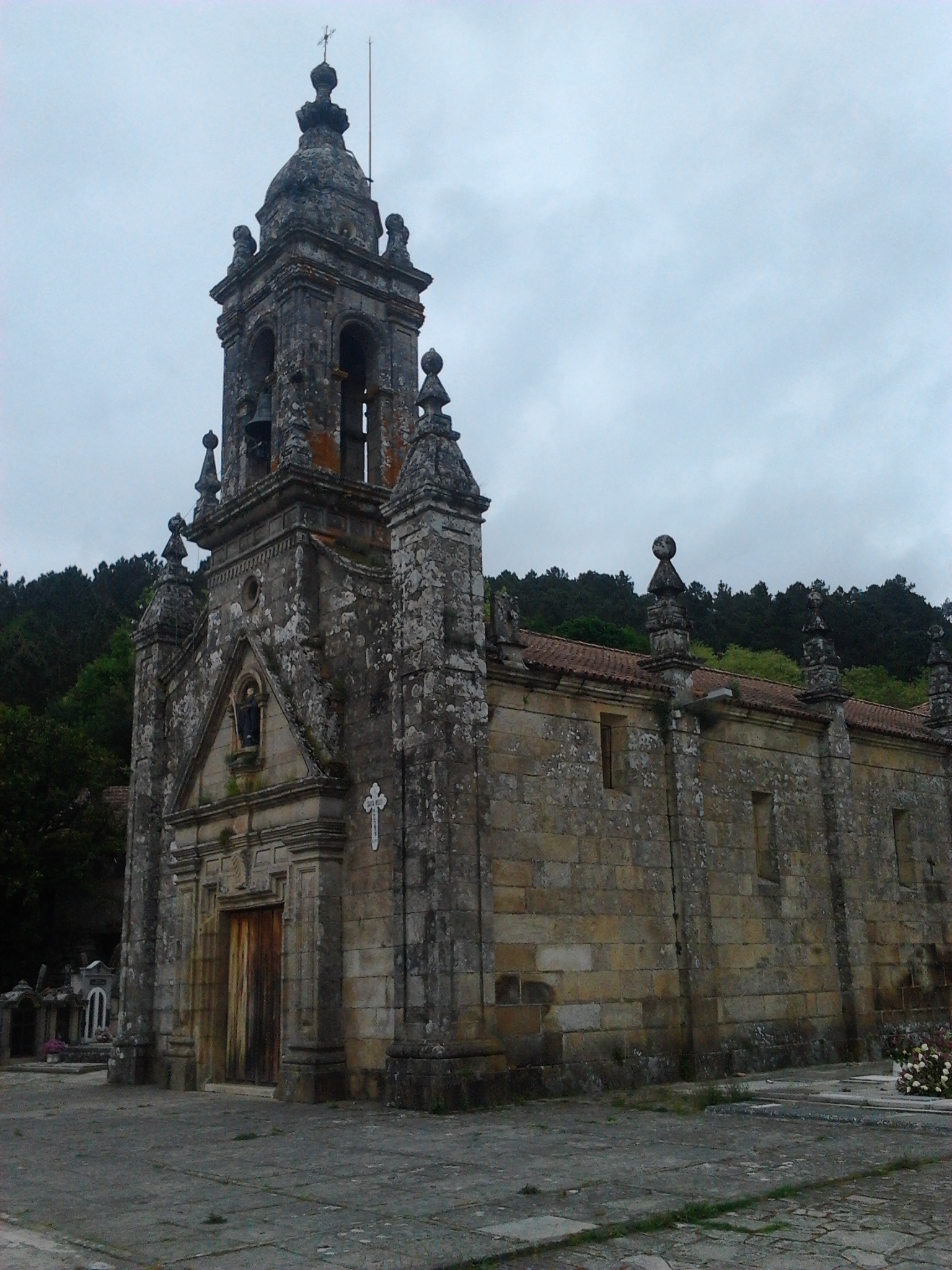
Benediktskirche
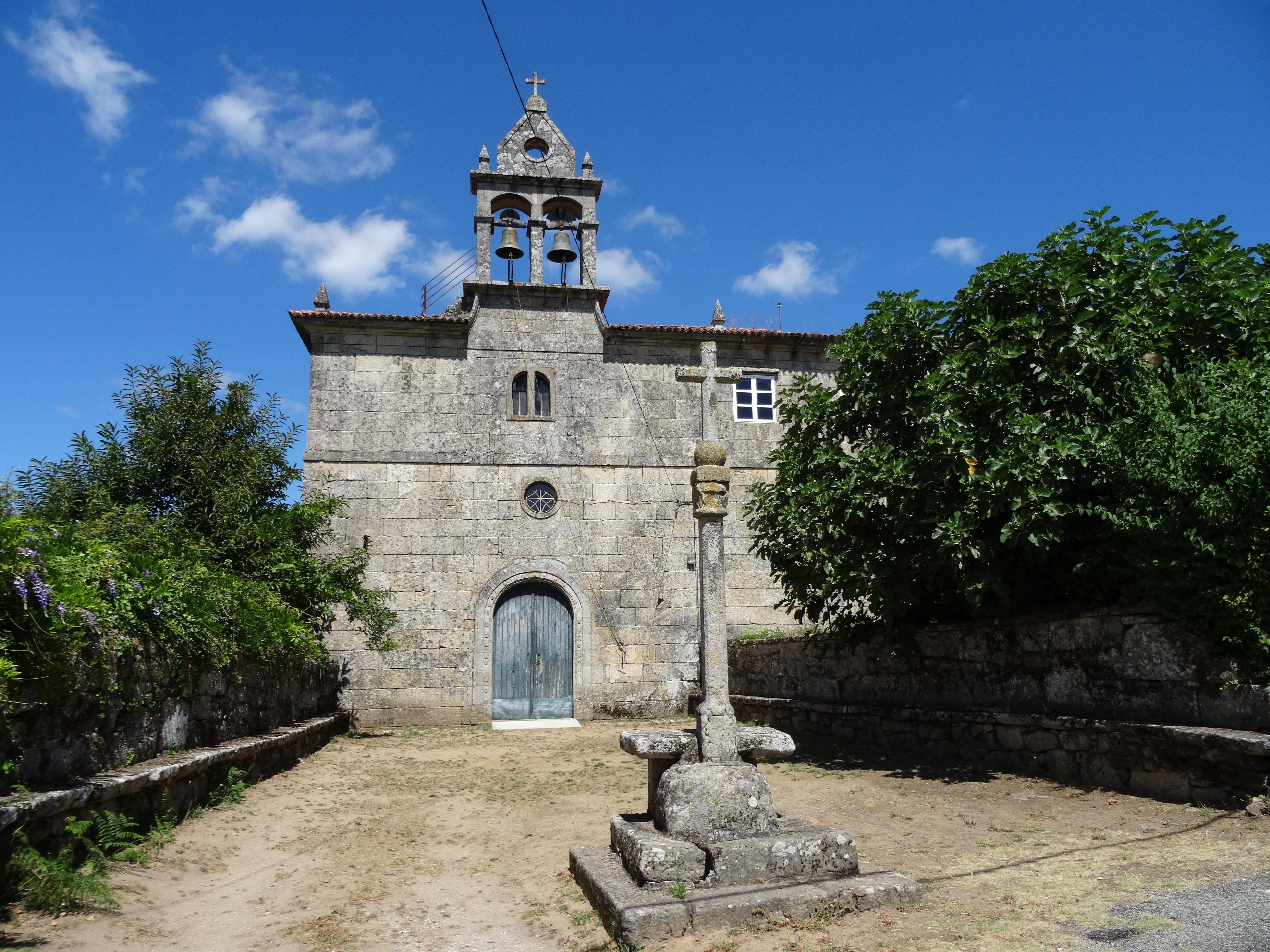
Kirche San Breixo
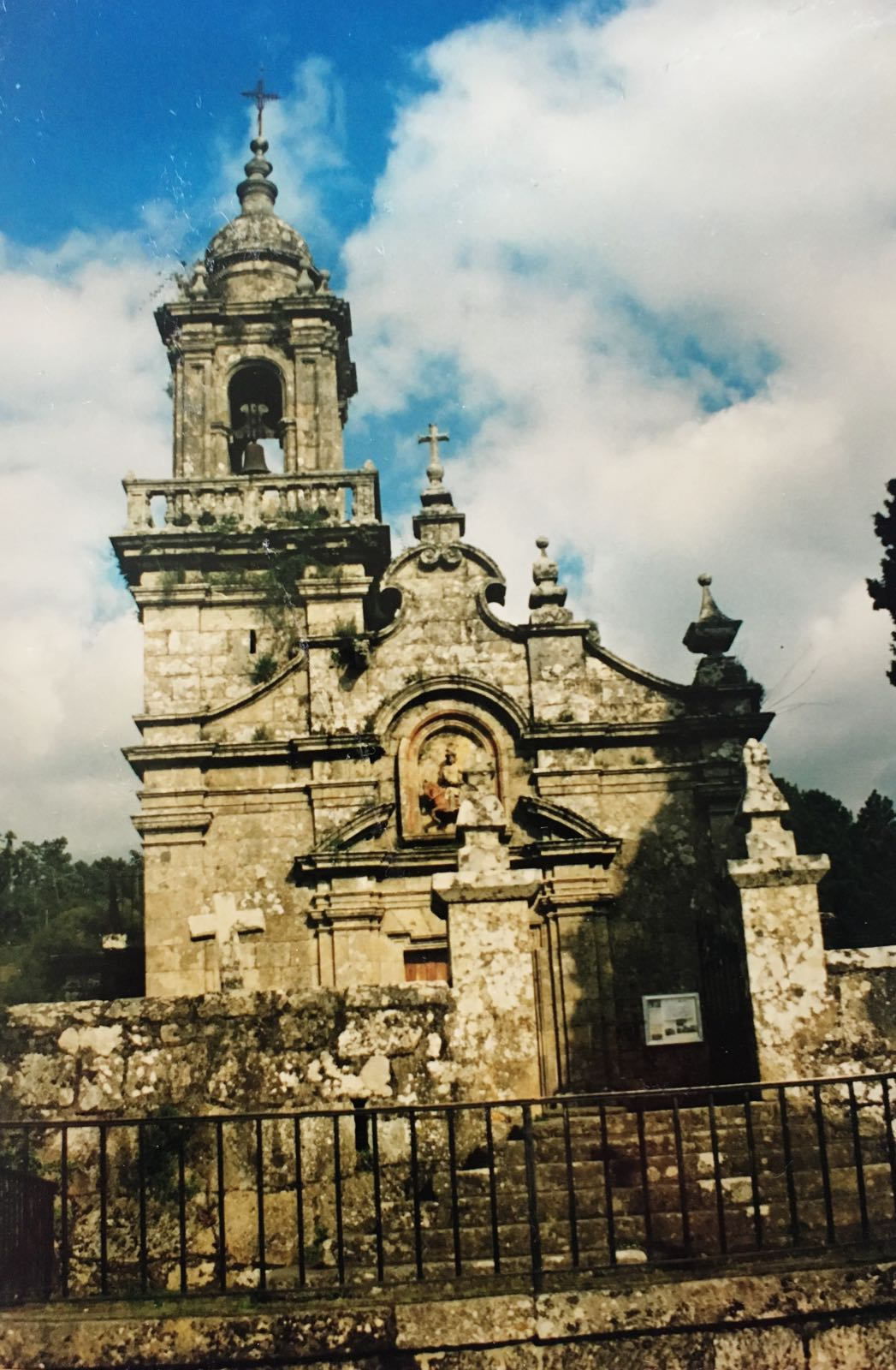
Martinskirche

## Persönlichkeiten
- Alfredo Álvarez Pérez (1868–1924), Architekt
- Guillermo Álvarez Pérez (1867–1929), Architekt